# Chim cánh cụt Rockhopper

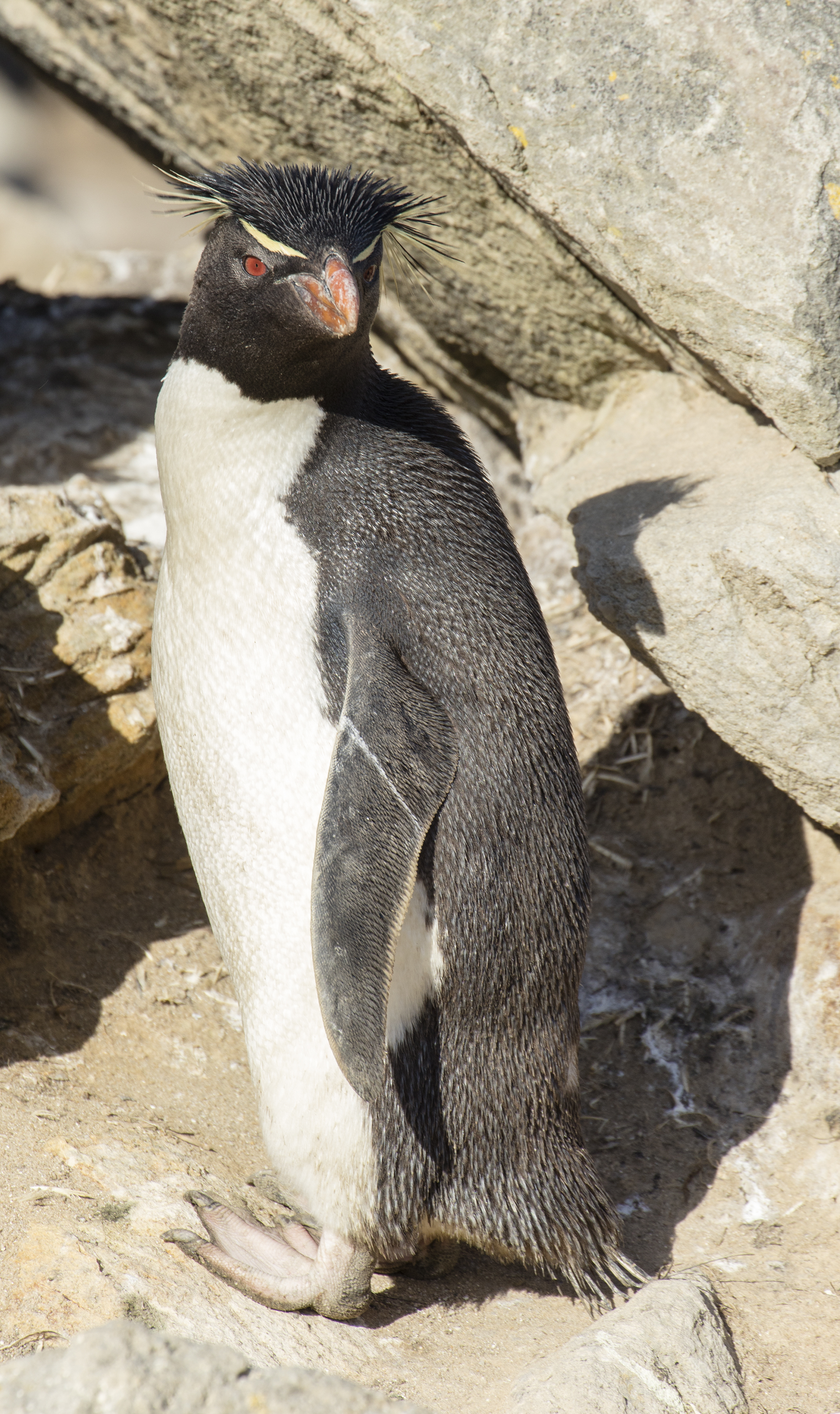
Chim cánh cụt Rockhopper miền Nam, Eudyptes (chrysocome) chrysocome, New Island, Quần Đảo Falkland

Chim cánh cụt Rockhopper là một trong ba loài chim cánh cụt có quan hệ gần gũi với nhau trong chi Eudyptes mà từ trước tới nay được coi như là một loài.
Không phải tất cả các chuyên gia đều đồng ý về việc phân loại chim cánh cụt này. Một số người coi cả ba là các loài riêng biệt; một số người khác lại phân thành chim cánh cụt Rockhopper miền Đông, Tây và Nam; trong khi các chuyên gia khác thì coi cả ba giống là một loài.

## Ngoại hình
Chim cánh cụt rockhopper là một trong những loài chim cánh cụt nhỏ nhất thế giới. Chúng nặng khoảng 2.3 - 2.7 kg và con đực lớn hơn so với con cái. Sau khi trưởng thành, nó cao khoảng 50 cm. Chúng không thể được phân biệt giới tính chỉ dựa vào ngoại hình, vì vậy một cuộc kiểm tra DNA được lấy từ chiếc lông vũ của nó là điều cần thiết Như các loài chim cánh cụt khác, chim cánh cụt rockhopper  có một cái bụng trắng và phần còn lại của cơ thể là màu đen. Một số đặc điểm phân biệt chúng với các loài cánh cụt khác là đôi mắt màu đỏ,mỏ màu cam, màng chân màu hồng, và chỏm lông màu vàng, đen và nhọn trên đầu. Mặc dù lông vũ vàng, đen và nhọn khác các chim cánh cụt khác, đặc điểm đó không thể thấy ở những con chim cánh cụt rockhopper con. Ban đầu mỏ nó màu đen, rồi mới chuyển dần sang màu cam. Do môi trường sống khắc nghiệt với nhiều đá (rock), Nó không thể trượt bằng bụng như các loài cánh cụt khác, nên chúng đành nhảy từ nơi này đến nơi khác

## Môi trường sống và phân bố

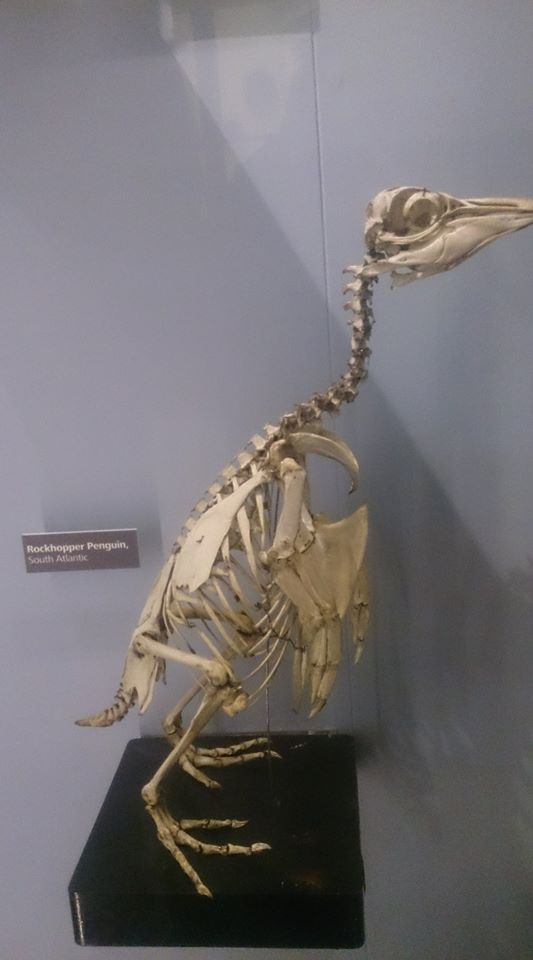
Bộ xương chim cánh cụt rockhopper trong bảo Tàng Manchester

Chim cánh cụt rockhopper miền Bắc sinh sản trong điều kiện nhiệt độ mát mẻ bao gồm quần đảo Gough và Tristan de Cunha ở đại Tây Dương và St. Paul và Manchester ở Ấn Độ Dương. Chim cánh cụt rockhopper miền Nam sinh sản trên quần đảo Falkland, Argentina và Chile, với những tập đoàn ở Cape Horn, Nam Mỹ, và Prince Edward, Marion, Crozet, Kerguelen, Heard, Macquarie, Campbell, Auckland và quần đảo Antipodes ở phía nam Ấn Độ Dương. Chim cánh cụt rockhopper miền Đông được tìm thấy chủ yếu ở quần đảo Campbell, New Zealand, nhưng số lượng cá thể đang bị giảm sút nghiêm trọng. Chim cánh cụt rockhopper thường tìm nơi trú ở bờ biển nhiều đá. Họ làm cho tổ và hang trong bãi cỏ cao gọi là tussocks.

## Chế độ ăn
Chim cánh cụt rockhopper là loài ăn thịt, chúng sống sót bằng cách ăn động vật biển. Chủ yếu là moi lân và động vật giáp xác nhỏ, có thể bao gồm cua, tôm hùm, tôm càng, hoặc tôm. Chúng cũng có thể săn các sinh vật lớn hơn như mực và cá myctophid. Chim cánh cụt rockhopper ăn nhiều moi lân hơn cá; chế độ ăn của chúng thay đổi lúc chúng di cư và khi thay đổi mùa. Chim cánh cụt rockhopper có thể ở ngoài biển trong nhiều ngày khi đi săn. Và chúng có thể lặn sâu tới 330 foot (100 m) trong vài phút mỗi khi tìm kiếm con mồi.

## Thư viện

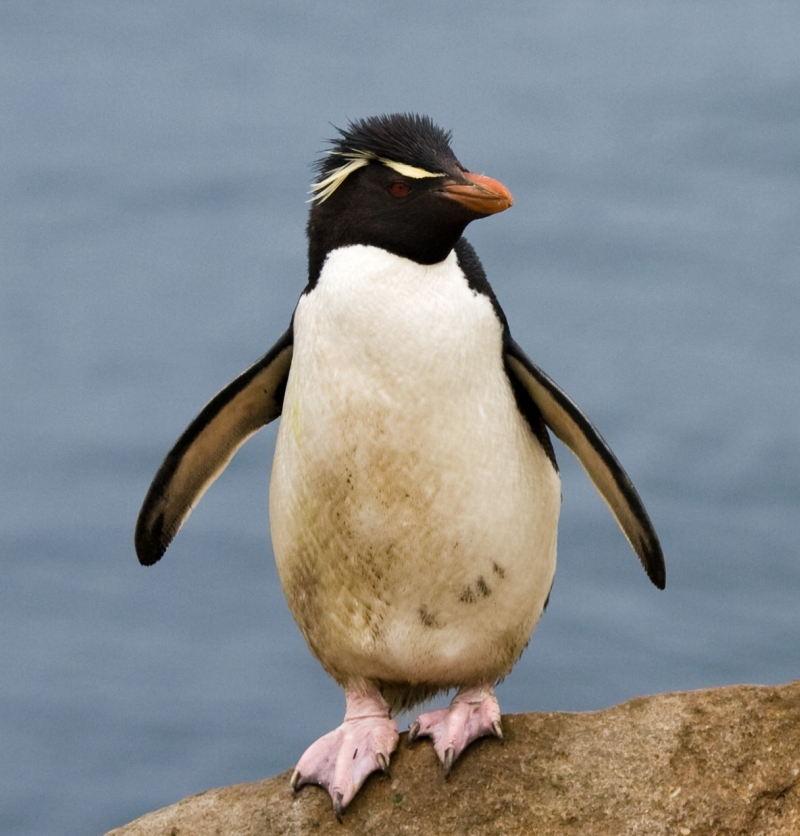
Miền nam spitfire chim cánh cụt, Eudyptes (chrysocome) chrysocome
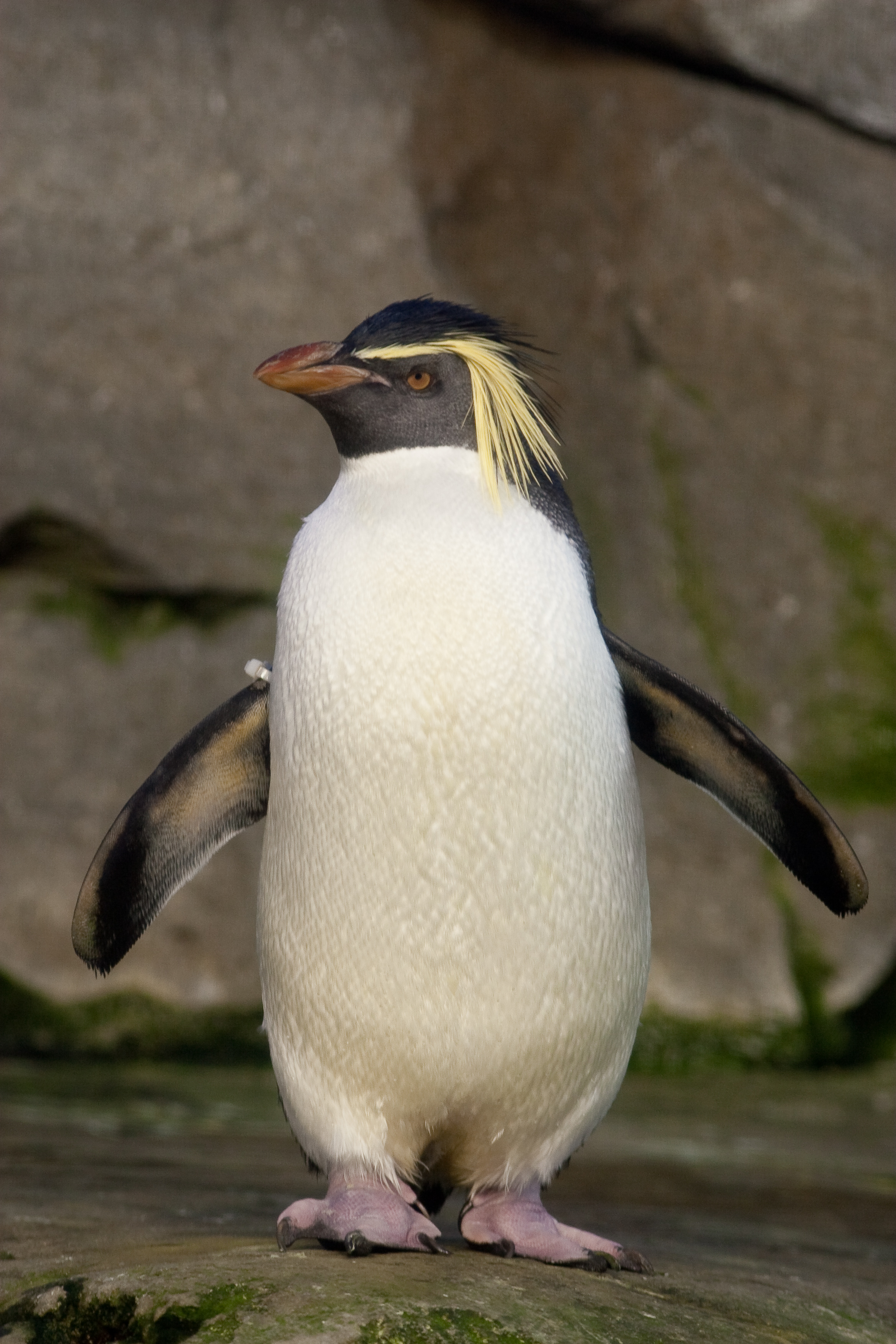
Phía bắc spitfire chim cánh cụt, Eudyptes (chrysocome) moseleyi
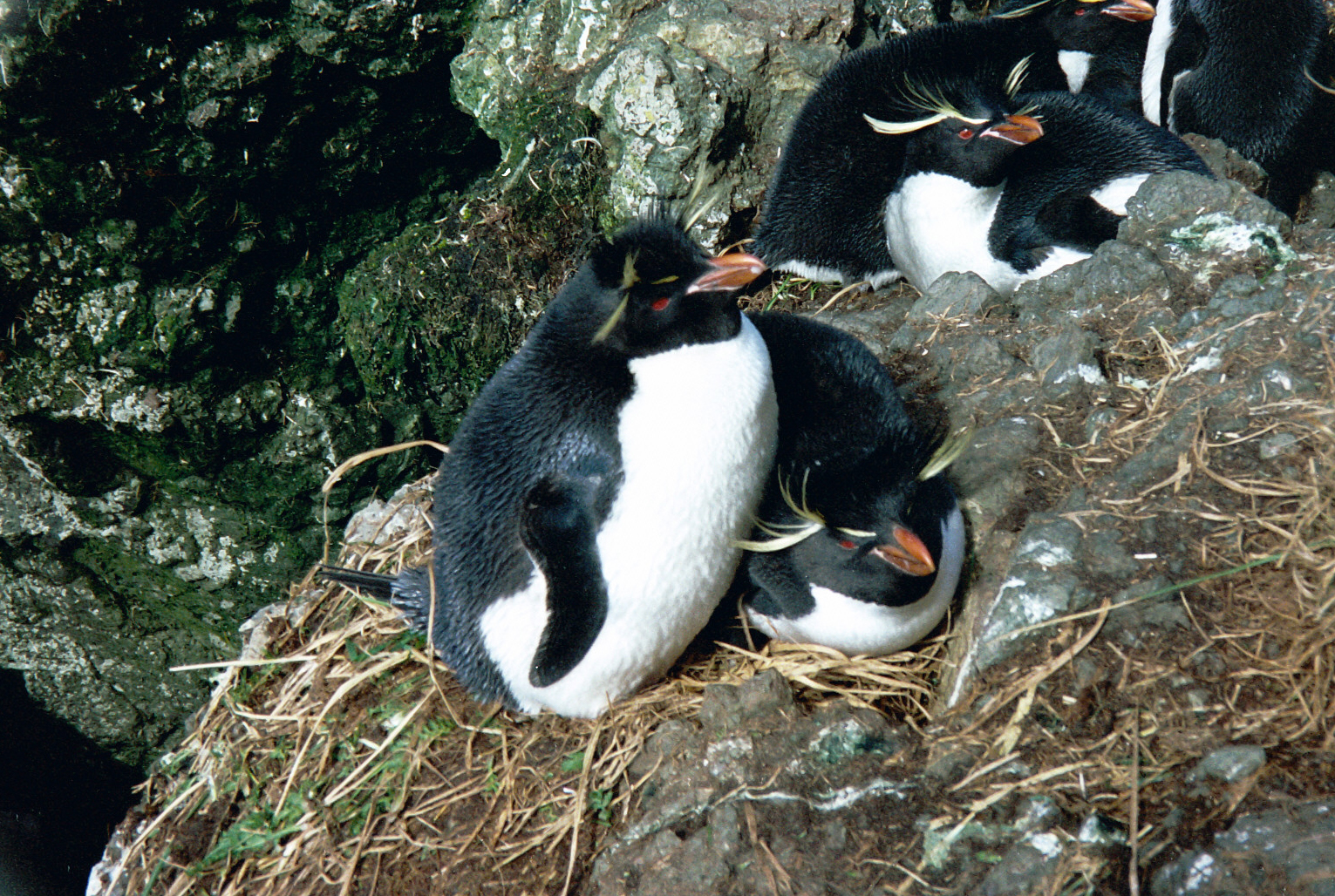
Đông spitfire chim cánh cụt, Eudyptes (chrysocome) filholi